# 31598 Danielrudin
31598 Danielrudin è un asteroide della fascia principale. Scoperto nel 1999, presenta un'orbita caratterizzata da un semiasse maggiore pari a 2,4508220 UA e da un'eccentricità di 0,1228350, inclinata di 6,49722° rispetto all'eclittica.